# Scheffau am Tennengebirge
Scheffau am Tennengebirge is een gemeente in de Oostenrijkse deelstaat Salzburger Land, en maakt deel uit van het district Hallein.
Scheffau am Tennengebirge telt 1323 inwoners.
Abtenau ·
Adnet ·
Annaberg-Lungötz ·
Bad Vigaun ·
Golling ·
Hallein ·
Krispl ·
Kuchl ·
Oberalm ·
Puch ·
Rußbach ·
St. Koloman ·
Scheffau
- Gemeinsame Normdatei: 4510999-0
- Virtual International Authority File: 246952609